# Skazana
Skazana – polski serial obyczajowo-kryminalny w reżyserii Bartosza Konopki, udostępniany na platformie VOD Player od 31 sierpnia 2021 do 22 grudnia 2023 jako produkcja Player Original, a następnie od 11 do 28 czerwca 2024 jako produkcja Max Original na platfomie Max. Serial jest także emitowany od 27 kwietnia 2022 na antenie stacji telewizyjnej TVN. Scenariusz powstał na motywach książki Ewy Ornackiej pt. „Skazane na potępienie”.
W 2023 roku serial otrzymał Telekamerę w kategorii „Serial”.
Skazana doczekała się spin-offu – serialu Pati (2023) skupiającego się wokół postaci Patrycji Cichy, bohaterki pierwotnie pojawiającej się w serialu Skazana, granej przez Aleksandrę Adamską.

## Fabuła
Sędzia Sądu Okręgowego w Katowicach, Alicja Mazur trafia niewinna do zakładu karnego skazana za zabójstwo. Tam, przeżywając przemoc stosowaną wobec niej przez inne osadzone, próbuje udowodnić swoją niewinność.

## Obsada
| Aktor                     | Rola                                                     | Okres występowania     |
| ------------------------- | -------------------------------------------------------- | ---------------------- |
| Agata Kulesza             | sędzia Alicja Mazur                                      | 2021–2024 (1–4. sezon) |
| Martyna Byczkowska        | Hania Mazur                                              | 2021–2024 (1–4. sezon) |
| Aleksandra Adamska        | Patrycja „Pati” Cichy                                    | 2021–2024 (1–4. sezon) |
| Marta Malikowska          | Agata Strzelecka „Kosa”                                  | 2021–2024 (1–4. sezon) |
| Tomasz Schuchardt         | kierownik penitencjarny mjr SW Bartłomiej Dworak „Penis” | 2021–2024 (1–4. sezon) |
| Joanna Gonschorek         | oddziałowa st. sierż. szt. SW Swieta Palamarczuk         | 2021–2024 (1–4. sezon) |
| Marta Ścisłowicz          | doktor Basia Dworak                                      | 2021–2024 (1–4. sezon) |
| Monika Dawidziuk          | Amfisa Borkow                                            | 2021–2024 (1–4. sezon) |
| Hanna Chojnacka-Gościniak | Anna Wiśniewska                                          | 2021–2024 (1–4. sezon) |
| Hanna Klepacka            | Krystyna Nowak „Campina”                                 | 2021–2024 (1–4. sezon) |
| Kinga Jasik               | Wiktoria Panek                                           | 2021–2024 (1–4. sezon) |
| Dawid Zawadzki            | strażnik Smentoch                                        | 2021–2024 (1–4. sezon) |
| Juliusz Chrząstowski      | Horst Richter                                            | 2021–2024 (1–4. sezon) |
| Magdalena Czuba           | „Franca”                                                 | 2021–2024 (1–4. sezon) |
| Mateusz Korsak            | strażnik „Nowy”                                          | 2021–2024 (1–4. sezon) |
| Konrad Eleryk             | Krystian Malek                                           | 2022–2024 (2–4. sezon) |
| Jacek Beler               | Mariusz Piotrowski „Mario”                               | 2022–2024 (2–4. sezon) |
| Gabriela Muskała          | Dorota Wójcik                                            | 2023–2024 (3–4. sezon) |
| Leszek Lichota            | Michał Kraszecki                                         | 2023–2024 (3–4. sezon) |
| Wojciech Kalarus          | Minister                                                 | 2023–2024 (3–4. sezon) |
| Monika Obara              | strażniczka Ziętarek                                     | 2023–2024 (3–4. sezon) |
| Barbara Jonak             | Anna Rabczuk                                             | 2023–2024 (3–4. sezon) |
| Irena Melcer              | Mariolka                                                 | 2023–2024 (3–4. sezon) |
| Angelika Cegielska        | Mirka „Biba”                                             | 2023–2024 (3–4. sezon) |
| Marta Stalmierska         | „Shiba”                                                  | 2023–2024 (3–4. sezon) |
| Iga Górecka               | Sara Krawczyk                                            | 2021 (1. sezon)        |
| Jan Jankowski             | Andrzej Bednarek                                         | 2021 (1. sezon)        |
| Magdalena Sildatk         | Ludmiła Mielnik                                          | 2021 (1. sezon)        |
| Olga Rayska               | Lucyna Podolska „Lusi”                                   | 2022 (2. sezon)        |
| Sebastian Łach            | nadkom. Jakub Cedro                                      | 2021–2022 (1–2. sezon) |
| Maria Kania               | Marika Lisiecka                                          | 2021–2022 (1–2. sezon) |
| Sandra Korzeniak          | Jadwiga Kostrzewa, była zakonnica Wiktoria               | 2021–2022 (1–2. sezon) |
| Ewa Dolska                | Teresa Falbańska „Falbana”                               | 2021–2022 (1–2. sezon) |
| Natalia Sikora            | strażniczka Monika Szkudlarek                            | 2021–2022 (1–2. sezon) |
| Bartłomiej Topa           | Piotr Serafin                                            | 2021–2023 (1–3. sezon) |
| Michał Czernecki          | Paweł Witkowski                                          | 2021–2023 (1–3. sezon) |
| Sonia Mietielica          | Natalia Dolecka                                          | 2021–2023 (1–3. sezon) |
| Wiktoria Gorodecka        | Pola Nawrot                                              | 2022–2023 (2–3. sezon) |
| Adam Woronowicz           | kierownik penitencjarny mjr SW Sylwester Hepner          | 2022–2023 (2–3. sezon) |
| Marek Kalita              | generał Andrzej Rabczuk                                  | 2023 (3. sezon)        |
| Grażyna Bułka             | Wiesia                                                   | 2023 (3. sezon)        |
| Artur Paczesny            | doktor Obara                                             | 2024 (4. sezon)        |
| Dorota Androsz            | Mirka                                                    | 2024 (4. sezon)        |

## Spis serii
| Seria | Seria | Odcinki   | Premiera VOD | Premiera VOD      | Premiera VOD         | Premiera VOD                  | Premiera VOD | Emisja telewizyjna (TVN) | Emisja telewizyjna (TVN) | Emisja telewizyjna (TVN) | Emisja telewizyjna (TVN) | Emisja telewizyjna (TVN) |
| Seria | Seria | Odcinki   | Sezon        | Premiera serii    | Finał serii          | Dzień tyg. dodawania odcinków | Platforma    | Sezon                    | Premiera serii           | Finał serii              | Pora emisji              | Średnia oglądalność      |
| ----- | ----- | --------- | ------------ | ----------------- | -------------------- | ----------------------------- | ------------ | ------------------------ | ------------------------ | ------------------------ | ------------------------ | ------------------------ |
|       | 1.    | 1–8 (8)   | jesień 2021  | 31 sierpnia 2021  | 19 października 2021 | wtorek                        | Player       | wiosna 2022              | 27 kwietnia 2022         | 15 czerwca 2022          | środa 21:35              | 952 tys.                 |
|       | 2.    | 9–16 (8)  | jesień 2022  | 11 listopada 2022 | 30 grudnia 2022      | piątek                        | Player       | wiosna 2023              | 17 kwietnia 2023         | 5 czerwca 2023           | poniedziałek 21:35       | 782 tys.                 |
|       | 3.    | 17–23 (7) | jesień 2023  | 10 listopada 2023 | 22 grudnia 2023      | piątek                        | Player       | wiosna 2024              | 15 kwietnia 2024         | 27 maja 2024             | poniedziałek 21:35       | 660 tys.                 |
|       | 4.    | 24–27 (4) | lato 2024    | 11 czerwca 2024   | 28 czerwca 2024      | wtorek/piątek                 | Max          | bd.                      | bd.                      | bd.                      | bd.                      | bd.                      |

## Produkcja
Zdjęcia do serialu rozpoczęły się w marcu 2021 roku. W październiku 2021 potwierdzono rozpoczęcie prac nad drugą serią produkcji, której premierę zaplanowano na jesień 2022 roku. 
Premiera drugiego sezonu była planowana pierwotnie na 15 listopada 2022, jednak przyspieszono ją na 11 listopada.
Zdjęcia do trzeciej transzy odbywały się w dniach 31 stycznia - 26 kwietnia 2023, zaś premiera serii odbyła się 10 listopada 2023. Tego samego dnia poinformowano o trwających od października zdjęcia do czwartej serii z premierą w 2024, która ma być finałowym sezonem serialu, jej premiera odbyła się 11 czerwca 2024 roku na platfomie VOD Max, nie zaś w serwisie Player, jak dotychczas.

## Odbiór
Serial stał się najpopularniejszą produkcją w historii serwisu VOD Player notując ponad 5,7 mln godzin odtworzeń w 2022 roku.

## Nagrody i nominacje
| Rok  | Ceremonia       | Kategoria                    | Wynik     | Źródło |
| ---- | --------------- | ---------------------------- | --------- | ------ |
| 2023 | Telekamery 2023 | Serial                       | Wygrana   | [ 39 ] |
| 2023 | Telekamery 2023 | Aktorka (Aleksandra Adamska) | Nominacja | [ 39 ] |
| 2023 | Telekamery 2023 | Aktor (Michał Czernecki)     | Nominacja | [ 39 ] |